# Psychoda umbractica
Psychoda umbractica är en tvåvingeart som beskrevs av Quate 1965. Psychoda umbractica ingår i släktet Psychoda och familjen fjärilsmyggor. Inga underarter finns listade i Catalogue of Life.